# Lista de jogos para PC Engine da PlayStation Store
Está é uma lista de jogos de PC Engine (TurboGrafx-16 nos EUA) para videogame PlayStation 3 e PlayStation Portable da Sony que estão disponível para transferência através da PlayStation Store.

## Jogos para PC Engine
Os jogos para PC Engine são apenas oferecidos através da PlayStation Store para o PlayStation 3 e PlayStation Portable.
| Título                       | Desenvolvedor  | Lançamento inicial como download | América do Norte | Europa | Japão                   |
| ---------------------------- | -------------- | -------------------------------- | ---------------- | ------ | ----------------------- |
| Alien Crush                  | NAXAT Soft     | - JP: 17 de fevereiro de 2010    | —                | —      | 17 de fevereiro de 2010 |
| Battle Ace                   | Hudson Soft    | - JP: 21 de abril de 2010        | —                | —      | 21 de abril de 2010     |
| Bomberman '94                | Hudson Soft    | - JP: 15 de julho de 2009        | —                | —      | 15 de julho de 2009     |
| Bonk's Adventure             | Red Company    | - JP: 18 de novembro de 2009     | —                | —      | 18 de novembro de 2009  |
| Bonk's Revenge               | Red Company    | - JP: 18 de novembro de 2009     | —                | —      | 18 de novembro de 2009  |
| Bonk 3: Bonk's Big Adventure | Red Company    | - JP: 20 de janeiro de 2010      | —                | —      | 20 de janeiro de 2010   |
| China Warrior                | Hudson Soft    | - JP: 20 de janeiro de 2010      | —                | —      | 20 de janeiro de 2010   |
| Detana!! TwinBee             | Hudson Soft    | - JP: 16 de junho de 2010        | —                | —      | 16 de junho de 2010     |
| Devil's Crush                | NAXAT Soft     | - JP: 15 de julho de 2009        | —                | —      | 15 de julho de 2009     |
| Dungeon Explorer             | Atlus          | - JP: 21 de outubro de 2009      | —                | —      | 21 de outubro de 2009   |
| Gate of Thunder              | Hudson Soft    | - JP: 17 de março de 2010        | —                | —      | 17 de março de 2010     |
| Gradius                      | Hudson Soft    | - JP: 16 de junho de 2010        | —                | —      | 16 de junho de 2010     |
| Jaseiken Necromancer         | Hudson Soft    | - JP: 16 de dezembro de 2009     | —                | —      | 16 de dezembro de 2009  |
| Neutopia                     | Hudson Soft    | - JP: 16 de junho de 2010        | —                | —      | 16 de junho de 2010     |
| New Adventure Island         | Now Production | - JP: 15 de julho de 2009        | —                | —      | 15 de julho de 2009     |
| Power League 4               | Hudson Soft    | - JP: 16 de setembro de 2009     | —                | —      | 16 de setembro de 2009  |
| Power Sports                 | Hudson Soft    | - JP: 16 de dezembro de 2009     | —                | —      | 16 de dezembro de 2009  |
| Sengoku Mahjong              | Hudson Soft    | - JP: 15 de julho de 2009        | —                | —      | 15 de julho de 2009     |
| Soldier Blade                | Hudson Soft    | - JP: 17 de fevereiro de 2010    | —                | —      | 17 de fevereiro de 2010 |
| Super Star Soldier           | Hudson Soft    | - JP: 19 de agosto de 2009       | —                | —      | 19 de agosto de 2009    |
| Victory Run                  | Hudson Soft    | - JP: 21 de abril de 2010        | —                | —      | 21 de abril de 2010     |